# Doutor Sono (filme)
Doctor Sleep (bra/prt: Doutor Sono) é um filme de terror americano de 2019 baseado no romance de 2013 homônimo de Stephen King, sendo uma sequência do romance de 1977 de King, The Shining . O filme, que também serve como uma sequência da adaptação cinematográfica de The Shining, dirigida por Stanley Kubrick, se passa várias décadas após os eventos do original e combina elementos do romance de 1977. Doctor Sleep é escrito, dirigido e editado por Mike Flanagan. É estrelado por Ewan McGregor como Danny Torrance, um homem com habilidades psíquicas que luta contra traumas na infância. Rebecca Ferguson, Kyliegh Curran (em sua estreia no cinema) e Cliff Curtis têm papéis secundários.
A Warner Bros. começou a desenvolver uma adaptação cinematográfica logo depois que Doctor Sleep foi publicado em 2013. O produtor-escritor Akiva Goldsman escreveu um roteiro, mas o estúdio não conseguiu um orçamento para o filme até o sucesso de bilheteria de seu filme de terror de 2017, It, também baseado em um romance de King. Flanagan foi contratado para reescrever o roteiro de Goldsman e dirigir o filme. Flanagan disse que o filme tentaria reconciliar as diferenças entre o romance e o filme The Shining . As filmagens começaram em setembro de 2018 na Geórgia, incluindo Atlanta e arredores, e foram concluídas em dezembro de 2018.
A Warner Bros. lançou Doctor Sleep internacionalmente a partir de 31 de outubro de 2019 e nos Estados Unidos em 8 de novembro de 2019. O filme recebeu elogios dos críticos por suas performances, mas foi criticado por sua longa duração. Tendo arrecadado apenas 71 milhões de dólares em todo o mundo, seu desempenho nas bilheterias foi considerado uma decepção devido ao sucesso de recentes adaptações de Stephen King, como It Chapter Two e Pet Sematary.

## Sinopse
Na infância, Danny Torrance conseguiu sobreviver a uma tentativa de homicídio por parte do pai, um escritor perturbado por espíritos malignos do Hotel Overlook. Danny cresceu e agora é um adulto traumatizado e alcoólatra. Sem residência fixa, ele se estabelece em uma pequena cidade, onde consegue um emprego no hospital local. Mas a paz de Danny está com os dias contados a partir de quando cria um vínculo telepático com Abra, uma menina com poderes tão fortes quanto aqueles que bloqueia dentro de si.

## Produção
A Warner Bros. Pictures começou a desenvolver uma adaptação cinematográfica de Doctor Sleep já em 2014. Em 2016, o cineasta Akiva Goldsman anunciou que escreveria e produziria o filme para a Warner Bros. Por vários anos, a Warner Bros. pôde não garantir um orçamento para Doutor Sono ou para um projeto diferente, uma prévia do The Shining chamado Overlook Hotel.
No final de 2017, a Warner Bros lançou o It , uma adaptação cinematográfica do romance homônimo de King de 1986, e seu sucesso nas bilheterias levou o estúdio a acelerar a produção de Doctor Sleep. Em janeiro de 2018, a Warner Bros contratou Mike Flanagan para reescrever o roteiro de Goldsman e dirigir o filme, com Goldsman recebendo crédito de produtor executivo. Por que ele estava interessado em dirigir o Doctor Sleep, Flanagan afirmou: "Ele aborda os temas mais atraentes para mim, que são os traumas de infância que levam à idade adulta, o vício, o colapso de uma família e os efeitos posteriores, décadas depois."
De junho a novembro de 2018, o elenco foi montado.
As filmagens começaram em setembro de 2018 no estado americano dr Geórgia; locais incluem Atlanta e St. Simons. Na área de Atlanta, locais específicos incluem Covington , Canton ,Stone Mountain ,Midtown , Porterdale e Fayetteville. Produção concluída em dezembro de 2018. Em janeiro de 2019, Flanagan estava editando o filme.
A trilha sonora foi composta por The Newton Brothers (Andy Grush e Taylor Stewart), que também compôs trilhas para os trabalhos anteriores de Flanagan.

## Lançamento
Doutor Sono estreou mundialmente no Regency Village Theatre em Westwood-Los Angeles, em 21 de outubro de 2019.  A Warner Bros. Pictures lançou o filme nos Estados Unidos e no Canadá em 8 de novembro de 2019. Eles abriram o filme globalmente. anteriormente, 31 de outubro de 2019, coincidindo com o Halloween.  O filme estava programado inicialmente para ser lançado em 24 de janeiro de 2020. O jornal Prazo Hollywood disse que o reescalonamento refletia a Warner Bros, dando "um grande voto de confiança" no filme.
O corte do diretor junto com o corte teatral de Doctor Sleep foi lançado no Digital HD em 21 de janeiro de 2020 e foi lançado em DVD ,Blu-ray e 4K em 4 de fevereiro.  O corte do diretor é de 28 minutos a mais.

## Recepção

### Bilheteria
Doutor Sono faturou US $ 31,5 milhões nos Estados Unidos e Canadá e US $ 40,7 milhões em outros territórios, totalizando US $ 72,2 milhões em todo o mundo.
Nos Estados Unidos e no Canadá, o filme foi lançado ao lado de Last Christmas ,Midway e Playing with Fire ,e foi inicialmente projetado para arrecadar entre US $ 25 e 30 milhões entre 3.855 cinemas no fim de semana de estreia. A Boxoffice escreveu, "tendências sociais e remakes são indicativos de uma caixa potencial hit escritório deve comentários e recepção do público provar favorável", mas acrescentou: que a principal barreira de "Doutor Sono" é saber se 99% das pessoas que gostaram de O Iluminado vão gostar do filme e recomendar aos outros.
O filme faturou US $ 5,2 milhões no primeiro dia, incluindo US $ 1,5 milhão em exibições avançadas em 30 de outubro e quinta-feira à noite em 7 de novembro, reduzindo as projeções do final de semana para US $ 12 milhões. Acabou estreando para US $ 14,1 milhões, com Midway em primeiro lugar. Deadline Hollywood especularam que apesar de ser "bem-revisto e bem recebido" pela crítica e público, o mau desempenho deve-se ao fato de ter mais de 2 horas de duração, bem como a percepção de que o filme foi feito para audiências mais velhas (67 % da participação no fim de semana de abertura tinha mais de 24 anos).
Após sua estréia, foi projetado que o filme perderia a Warner Bros. em torno de US $ 20 milhões. Em seu segundo final de semana, o filme faturou US $ 6,2 milhões, caindo para o sexto. A Business Insider especula-se que, de acordo com especialistas de bilheteria, A Waner Bros. cometeu o erro de lançar o filme em Novembro depois do Halloween e lançar uma continuação de um filme dos anos 80 em pleno 2019.

### Resposta crítica
No site Rotten Tomatoes ,o filme mantém um índice de aprovação "Certified fresco" de 77% com base em 309 opiniões, com uma classificação média de 7,05 / 10. O consenso dos críticos do site diz: "Doctor Sleep abandona o terror elementar de seu antecessor por uma sequência mais contemplativa que equilibra temas pungentes contra arrepios na espinha". O Metacritic atribuiu ao filme uma pontuação média ponderada de 59 em 100, com base em 46 críticos, indicando "críticas mistas ou médias". As audiências consultadas pelo CinemaScore deram ao filme uma nota média de "B +" na escala A + a F, enquanto as do PostTrakdeu uma média de quatro em cinco, com 60% dizendo que definitivamente recomendariam a um amigo.
Brian Tallerico, do RogerEbert.com, deu ao filme três em cada quatro, afirmando: "Flanagan foi incumbido de fazer uma sequência de um filme que permanece fiel a um livro que ignora as alterações feitas no primeiro filme" e que Isso não é fácil. Simran Hans do The Guardian deu ao filme quatro em cinco, observando que "adaptar Stephen King é uma coisa, escrever uma sequência espiritual de um filme de Stanley Kubrick é outra. O diretor Mike Flanagan assume o romance de 2013 de King para The Shining , mas ajusta alguns detalhes. para garantir a continuidade da adaptação cult de Kubrick de 1980 do livro original ... O novo material é mais fresco e consideravelmente mais divertido".

## Possível sequência
Antes do lançamento do filme, a Warner Bros. tinha confiança suficiente no filme e contratou Flanagan para escrever uma prequela com o título de trabalho Hallorann , com foco no personagem de Dick Hallorann. Após o desempenho decepcionante das bilheterias de Doutor sono, o futuro do projeto não está claro.
Flanagan também confirmou que estava interessado em dirigir uma sequência focada em Abra Stone, e que havia perguntado a King, que estava aberto à ideia.